# Garcinia moseleyana
Garcinia moseleyana là một loài thực vật có hoa trong họ Bứa. Loài này được Pierre mô tả khoa học đầu tiên năm 1883.